# Masataka Tamura
Masataka Tamura (田村 仁崇 Tamura Masataka?, nacido el 12 de enero de 1988 en Okayama) es un exfutbolista japonés. Jugaba de defensa y su último club fue el SC Sagamihara de Japón.

## Trayectoria

### Clubes
| Club           | País  | Año         |
| -------------- | ----- | ----------- |
| Kyoto Sanga FC | Japón | 2006 - 2007 |
| Tochigi SC     | Japón | 2008 - 2009 |
| Tochigi Uva FC | Japón | 2010 - 2012 |
| SC Sagamihara  | Japón | 2013 - 2015 |

## Estadística de carrera

### J. League
| Club               | Año   | J. League | J. League | Copa J. League | Copa J. League | Total | Total |
| Club               | Año   | Part.     | Goles     | Part.          | Goles          | Part. | Goles |
| ------------------ | ----- | --------- | --------- | -------------- | -------------- | ----- | ----- |
| Kyoto Purple Sanga | 2006  | 0         | 0         | 0              | 0              | 0     | 0     |
| Kyoto Sanga FC     | 2007  | 0         | 0         | -              | -              | 0     | 0     |
| Tochigi SC         | 2009  | 3         | 0         | -              | -              | 3     | 0     |
| SC Sagamihara      | 2014  | 5         | 0         | -              | -              | 5     | 0     |
| SC Sagamihara      | 2015  | 7         | 0         | -              | -              | 7     | 0     |
| Total              | Total | 15        | 0         | 0              | 0              | 15    | 0     |